# Quai des illusions
Pour plus de détails, voir Fiche technique et Distribution.
Quai des illusions est un film franco-italien réalisé par Émile Couzinet, sorti en 1959. 

## Fiche technique
- Titre original français : Quai des illusions
- Titre italien : La legge mi incolpa
- Réalisation : Émile Couzinet
- Assistant-réalisateur : Sergio Leone
- Scénario : Émile Couzinet
- Production : Émile Couzinet
- Musique : Joseph Kosma
- Pays d'origine :  France |  Italie
- Format :  Noir et blanc - 2,35:1 - 35 mm - Son mono
- Genre : Drame
- Durée : 85 min
- Dates de sortie :
  - France : 21 janvier 1959

## Distribution
- Gaby Morlay : Mme Vincent
- Louis Seigner : Mr Vincent
- Lise Bourdin : Lise Vincent
- Fausto Tozzi : Fausto
- Georgette Anys : La patronne de La Sirène
- Henri Arius : Le patron de La Sirène
- Olivier Mathot
- Anne-Marie Mersen
- Jacques Varennes
- Alexandre Rignault
- Georges Bever
- Nicolas Amato